# Янка Каневчева
Юстиніяна Каневчева Герджикова (мак. Јустиниjана Каневчева Герџикова), широко відома як Янка Каневчева (мак. Јанка Каневчева; 11 червня 1878, Охрид — 3 березня 1920, Софія, за іншими даними — Пловдив) — македонська революціонерка, учасниця Македонського революційного руху і членкиня Македонської революційної організації.

## Біографія
Народилася в Охриді у 1878 році. Навчалася в Софійському університеті Святого Климента Охридського.
Каневчева входила до складу організації та брала участь у революційній жіночій групі МРО/TMOPO вчительки Славки Чакарової-Пушкарової зі Струги. Разом з нею були Люба Чупева з Велеса і Амалія Примджанова, пізніше одружена з Кліментом Шапкаревим. Допомагала діяти ТМОРО, серед іншого, шляхом направлення одягу для військових груп, листування та інших потреб Організації.
Близько дружила з Гоце Делчевим, з яким заручилася, після його смерті пошлюбилася зі своїм вірним другом і давнім побратимом Михаїлом Герджиковим.
Померла в Пловдиві 3 березня 1920 року від туберкульозу у віці 41 року.